# Nicollet County
Nicollet County är ett administrativt område i delstaten Minnesota i USA. År 2010 hade countyt 32 727 invånare. Den administrativa huvudorten (county seat) är St. Peter. Här finns bland annat Gustavus Adolphus College.
Området har fått sitt namn efter den franske vetenskapsmannen Joseph Nicolas Nicollet.

## Politik
Nicollet County är ett så kallat swing distrikt och det brukar vara jämnt mellan republikanerna och demokraterna i valen. I presidentvalet 2016 vann republikanernas kandidat countyt med 46,6 procent mot 43,6 för demokraternas kandidat.

## Geografi
Enligt United States Census Bureau har countyt en total area på 1 209 km². 1 171 km² av den arean är land och 38 km² är vatten.      

### Angränsande countyn
- Sibley County - norr
- Le Sueur County - öst
- Blue Earth County - sydost
- Brown County - sydväst
- Renville County - nordväst